# Китайгород (Каменец-Подольский район)
Китайгород (укр. Китайгород) — село в Каменец-Подольском районе Хмельницкой области Украины.

## История
Городок был основан в 1607 году как укреплённый пункт Анджеем Потоцким. Его сын, Станислав «Ревера» Потоцкий в 1638 году закончил строительство Китайгородского замка.
В июле 1995 года Кабинет министров Украины утвердил решение о приватизации находившегося здесь совхоза «Коммунар».
Население по переписи 2001 года составляло 480 человек.

## Местный совет
32385, Хмельницкая обл., Каменец-Подольский р-н, с. Китайгород, ул. Ленина, 70